# 3951 Zichichi
Zichichi (asteróide 3951) é um asteróide da cintura principal, a 1,9295223 UA. Possui uma excentricidade de 0,1750605 e um período orbital de 1 306,58 dias (3,58 anos).
Zichichi tem uma velocidade orbital média de 19,47506464 km/s e uma inclinação de 5,41991º.
Este asteróide foi descoberto em 13 de Fevereiro de 1986 por Oss. San Vittore.